# Petrakovo Brdo
Petrakovo Brdo – wieś w Chorwacji, w żupanii karlowackiej, w mieście Duga Resa. W 2011 roku liczyła 120 mieszkańców.